# Igreja de São Olavo (Tallinn)
Igreja de São Olaf ou Igreja de São Olavo (em estoniano: Oleviste kirik) é uma igreja localizada em Tallinn, Estônia. As lendas locais demonstram que a igreja foi construída durante o século XII e também por ter sido durante muito tempo o ponto de encontro da comunidade escandinava na cidade,antes de sua conquista pela Dinamarca, em 1219. Sua dedicação relaciona-se com o rei Olavo II da Noruega (também conhecido como São Olavo, 995-1030). Os primeiros registros escritos conhecidos referente à data da igreja se voltam a 1267. Foi reconstruída durante o século XVI.

## História
Na origem, São Olavo fazia parte da tradição ocidental unida do cristianismo, cujo governo continua na Igreja Católica Romana hoje. No entanto, a partir do momento da Reforma da Igreja tem sido parte da tradição Luterana. Eventualmente provando excedente para as exigências da Igreja Luterana em Tallinn, St Olaf se tornou um igreja batista em 1950.A congregação Batista continua a reunir-se até hoje em São Olavo.
De 1944 até 1991, a soviética KGB usou a torre de Oleviste como uma torre de rádio e ponto de vigilância.

## Altura
Em 1590, a altura total da torre da igreja era de por volta de 125 metros de altura. A torre foi atingida por raios em torno de dez vezes.Além disso,a igreja já pegou fogo três vezes. Na sequência de várias reconstruções, a sua altura total é atualmente de 123,7 metros.